# Maizières-la-Grande-Paroisse
Maizières-la-Grande-Paroisse é uma comuna francesa na região administrativa de Grande Leste, no departamento de Aube. Estende-se por uma área de 20,46 km². Em 2010 a comuna tinha 1 535 habitantes (densidade: 75 hab./km²).